# Masacre del instituto Jokela
La masacre del Instituto Jokela fue un tiroteo ocurrido el 7 de noviembre de 2007 en el Jokelan Koulukeskus, un centro de educación secundaria de Tuusula (Finlandia), perpetrado por uno de los alumnos. Hubo ocho víctimas, de las que seis eran estudiantes y dos funcionarias del instituto donde estaba la directora, y una enfermera. 
El atacante, Pekka-Eric Auvinen (4 de junio de 1989 - 7 de noviembre de 2007), era un estudiante de 18 años de edad que solo algunas horas antes del tiroteo había subido un vídeo a YouTube anunciando la masacre. Para llevarla a cabo, utilizó una pistola SIG mosquito de calibre 22. 
La masacre fue el segundo tiroteo escolar de la historia de Finlandia tras el suceso en 1989 en la localidad de Rauma, donde un joven de catorce años mató a dos compañeros. Menos de un año después de la masacre del instituto Jokela, ocurrió la masacre del instituto profesional de Kauhajoki, en la que un hombre armado disparó y mató a diez personas antes de suicidarse. Se cree que esta última estuvo fuertemente influenciada por Pekka-Eric Auvinen.

## Atacante
Pekka-Eric Auvinen (4 de junio de 1989 - 7 de noviembre de 2007) fue un estudiante del instituto Jokela nacido en Tuusula, Finlandia. Su padre, Ismo Auvenin, era músico y llamó así a su hijo por los guitarristas Pekka Järvinen y Eric Clapton. Su madre, Mikaela Vuorio, era exdiputada del consejo municipal de Tussula. 
Según el informe oficial de la Oficina Internacional de Investigación de Finlandia, Pekka-Eric Auvinen se desempeñó moderadamente bien en la escuela y tenía planes de graduarse en la primavera siguiente. Se le consideraba un estudiante tímido que a menudo se aislaba de otros y se sonrojaba fácilmente cuando estaba avergonzado. De acuerdo a otros estudiantes, había sido víctima de acoso a largo plazo.

### Salud mental
Entre diciembre de 2006 y enero de 2007, los padres de Auvinen intentaron ingresarlo en una clínica ambulatoria psiquiátrica debido a su depresión y ansiedad, pero la oferta fue rechazada debido a los leves síntomas percibidos. En cambio, se les recomendó tratarlo con antidepresivos antes de que lo intentaran hospitalizar. Auvinen había tomado ISRS de forma irregular un año antes de su muerte.
Auvinen había sido víctima de acoso escolar. Los estudiantes informaron a un trabajador juvenil de cambios en su comportamiento, avisando de que actuaba de manera amenazante y que había anunciado que morirían en una ''revolución blanca''. Uno de sus profesores lo describió como un militante radical interesado en los movimientos de extrema izquierda y extrema derecha. Al parecer, Auvinen había estado planeando el tiroteo desde principios de marzo de 2007, antes de conocer a algunos youtubers o jugadores en línea a los que se culparía más tarde por la masacre.

### Víctimas
Las siguientes personas murieron en el tiroteo (menos el autor): [14]
- Sameli "Same" Nurmi, hombre, 17 años (estudiante)
- Mika Petteri Pulkkinen,hombre, 17 años (estudiante)
- Ari Juhani Palsanen, hombre, 18 años (estudiante)
- Hanna Katariina Laaksonen Kinnunen, mujer, 25 años (estudiante)
- Sirkka Anneli Kaarakka, mujer, 43 (enfermera)
- Mikko Tapani "Mikkous" Hiltunen, hombre, 17 años (estudiante)
- Ville Valtteri "Viltsi" Heinonen, hombre, 16 años (estudiante)
- Helena Kalmi, mujer, 61 años (directora de escuela/directora)